# سانت‌آنجلو ا کوپولو
سانت‌آنجلو ا کوپولو (به ایتالیایی: Sant'Angelo a Cupolo) یک کومونه در ایتالیا است که در استان بنونتو واقع شده‌است. سانت‌آنجلو ا کوپولو ۱۰٫۹ کیلومتر مربع مساحت و ۴٬۲۶۲ نفر جمعیت دارد.